# عدم واقعية الزمن
عدم واقعية الزمن هي نظرية فلسفية تنص على أن الوقت غير واقعي لأن أوصافنا للوقت إما متناقضة أو دائرية أو غير كافية.
وقد ظهرت هذه الفلسفة لأول مرة على يد ماك تاغارت في مناقشة منشورة عام 1908.يتم التعامل مع حجة عدم واقعية الزمن على أنها حجة قائمة بذاتها لا تعتمد على أي مبادئ ميتافيزيقية مهمة، كما جادل فلاسفة هذه النظرية سي دي برود عام 1933 و إل أو مينك عام 1960. أما ر.دي.إنجثورسون فيعارض هذا الطرح، ويجادل بأن الحجة لا يمكن أن تكون إلا كمحاولة لاستخلاص نتائج معينة للنظام الميتافيزيقي الذي تحدث عنه ماك تاغارت في المجلد الأول من كتاب طبيعة الوجود.

## التأثير
كان لحجة ماك تاغارت تأثير هائل على فلسفة الوقت. فقد تم قبول تحليله الفينومينولوجي لظهور الوقت على أنه قابل للبحث حتى من قبل أولئك الذين ينكرون الاستنتاج النهائي الذي توصل إليه بأن الوقت غير واقعي. على سبيل المثال ، اتخذ ج.س. فندلي و أرثر برويد تحليل ماك تاغارت الظاهري كنقطة انطلاق في تطوير منطق الوقت الحديث .